# Buddleja yunnanensis
Buddleja yunnanensis là một loài thực vật có hoa trong họ Huyền sâm. Loài này được L.F.Gagnep. mô tả khoa học đầu tiên năm 1912.